# Église Notre-Dame-de-la-Conception de Lisbonne
Pour les articles homonymes, voir Église Notre-Dame-de-la-Conception.
L'église de Nossa Senhora da Conceição Velha, également connue sous le nom d'église de Santa Casa da Misericórdia de Lisboa, est une église située dans le centre de Lisbonne, non loin de la célèbre Praça do Comércio, dans la paroisse de Santa Maria Maior.
Sa riche façade est, avec le monastère des Jerónimos et la tour de Belém, l'un des bâtiments de style manuélin les plus représentatifs ayant survécu au grand tremblement de terre de 1755.
L'église est classée monument national portugais depuis 1910.

## Histoire et description
L'église combine plusieurs styles architecturaux, résultant de la reconstruction effectuée après le tremblement de terre de 1755, lorsque la plupart des bâtiments de la ville ont été détruits. La configuration actuelle résulte de la reconstruction après le tremblement de terre de l'ancienne église de Nossa Senhora da Misericórdia de Lisboa, siège de la première Miséricorde du pays.

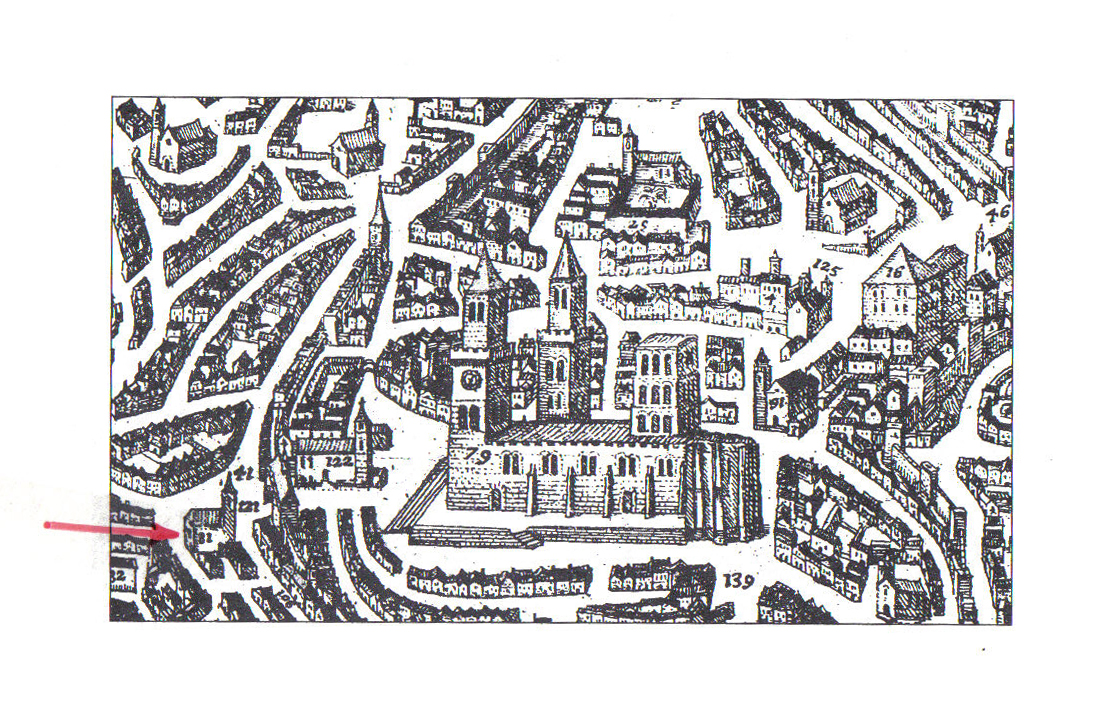
Vue de l'ancienne église Notre-Dame de la Miséricorde, Georg Braun et Frans Hogenberg, Civitates orbis terrarum (Cologne, 1598), vol. 5

L'église d'origine sur le site, l'église Nossa Senhora da Misericórdia, était le deuxième plus grand temple manuélin de Lisbonne après le monastère des Jerónimos, à Belém. Il avait été construit sur ordre du roi Manuel Ier et achevé en 1534, comme siège de la Misericórdia instituée en 1498 à l'initiative de Leonor de Viseu, sa sœur et veuve du roi Jean II du Portugal, et de son confesseur le frère Miguel Contreiras. Lorsque l'église a été détruite par le tremblement de terre, les éléments récupérés ont été incorporés dans le nouveau bâtiment, qui a été rebaptisé Conceição Velha.
Avec le tremblement de terre, l'église de Conceição dos Freires s'est également effondrée, que Manuel avait donné en 1502 aux frères de l'Ordre du Christ. Cette église a été établie à la place de la synagogue après l'extinction de la Judiaria Grande en 1496. La dénomination Igreja da Conceição passa à la nouvelle église reconstruite.
L'intérieur de l'église a été reconstruit au XVIIIe siècle et est orné d'azulejos et de stucs travaillés.

## Réhabilitation

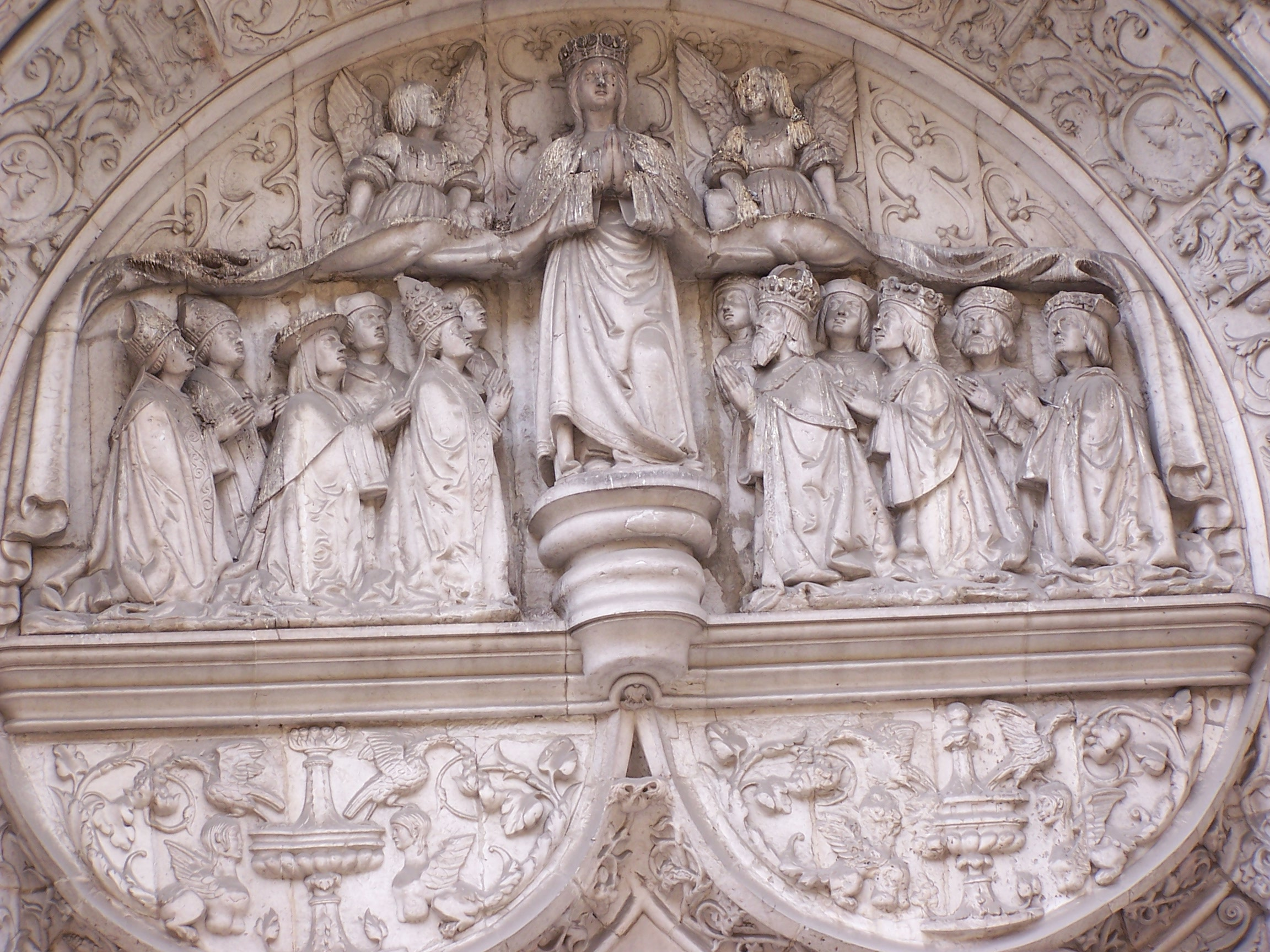
Détail du tympan

En octobre 2013, Santa Casa da Misericórdia de Lisboa a annoncé un investissement de 1,1 million d'euros pour sa réhabilitation. Les travaux de restauration ont eu lieu en 2014 et le 8 décembre, la « nouvelle » église a rouvert.